# Bocconia frutescens
Bocconia frutescens är en vallmoväxtart som beskrevs av Carl von Linné. Bocconia frutescens ingår i släktet Bocconia och familjen vallmoväxter. Inga underarter finns listade i Catalogue of Life.

## Bildgalleri

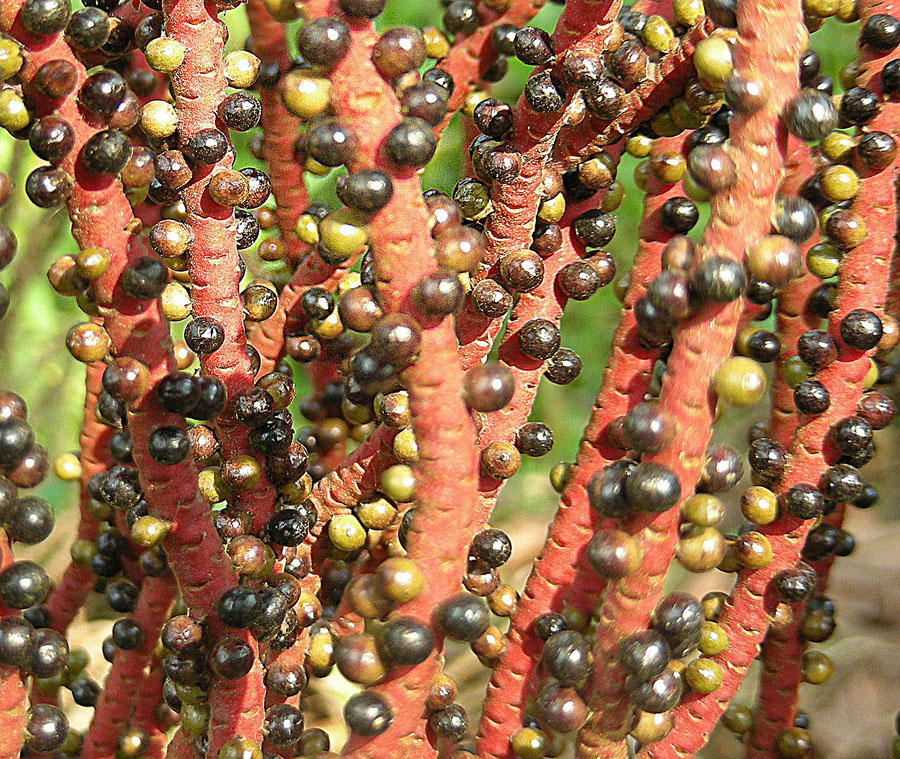
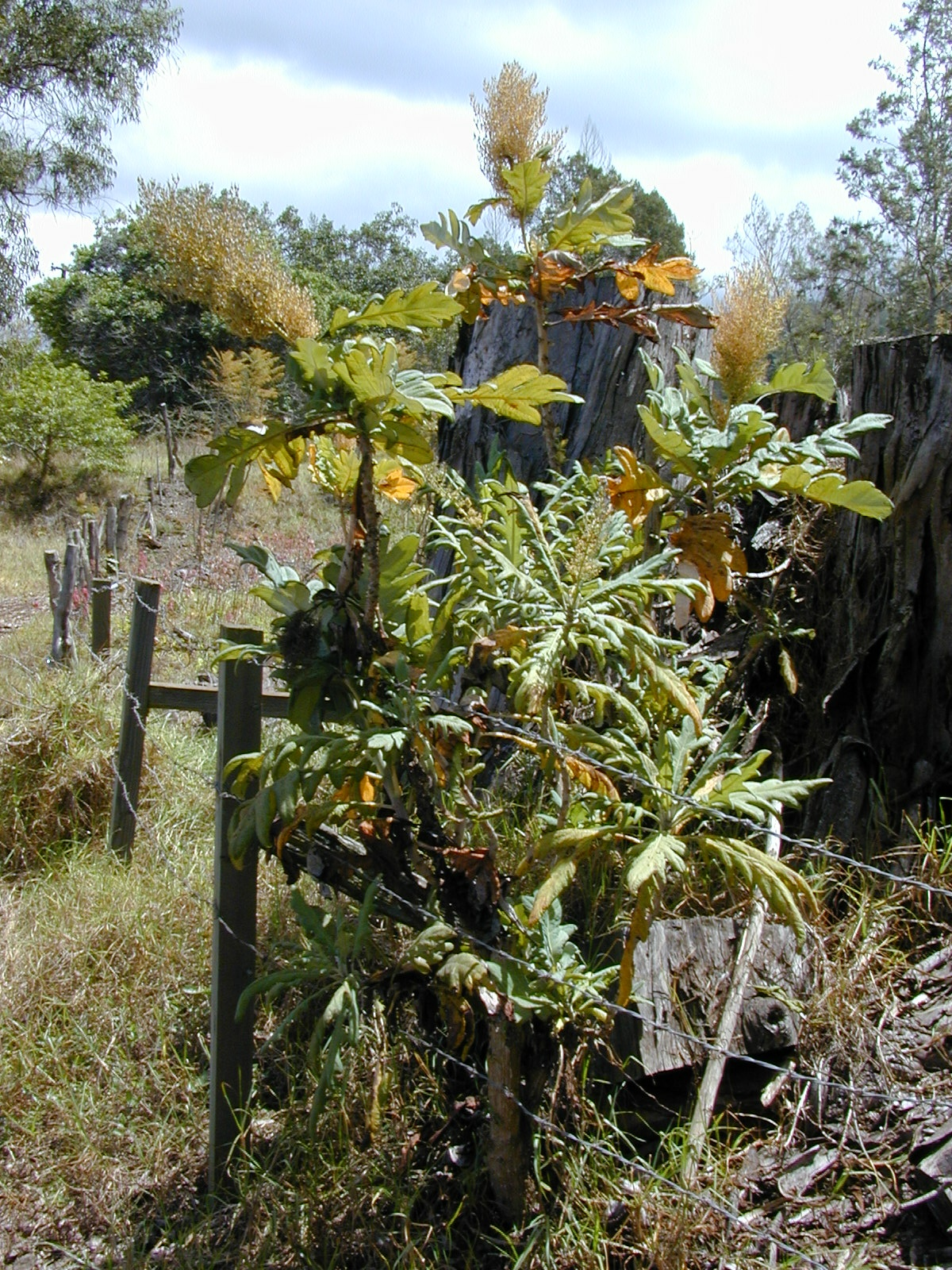
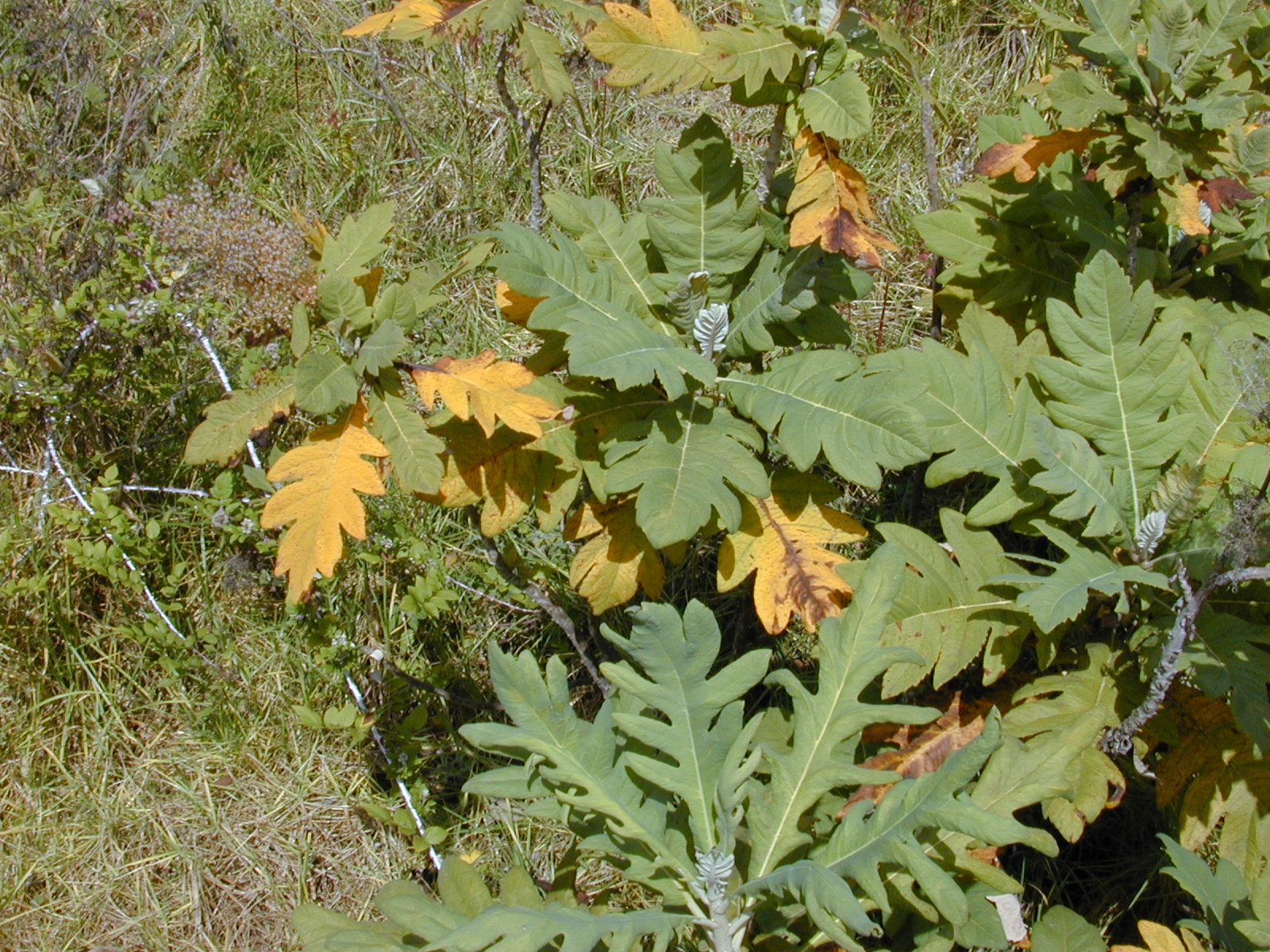
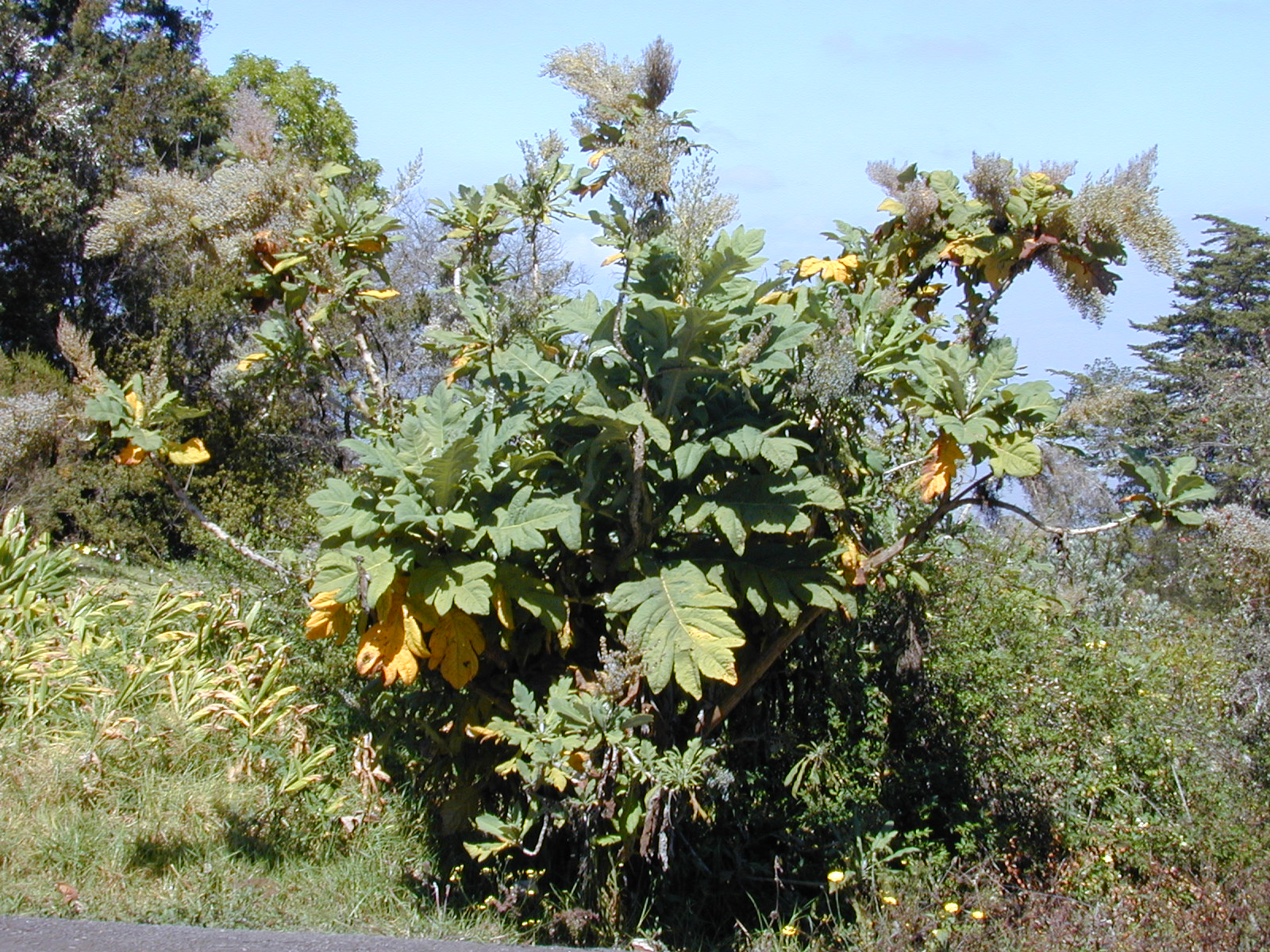
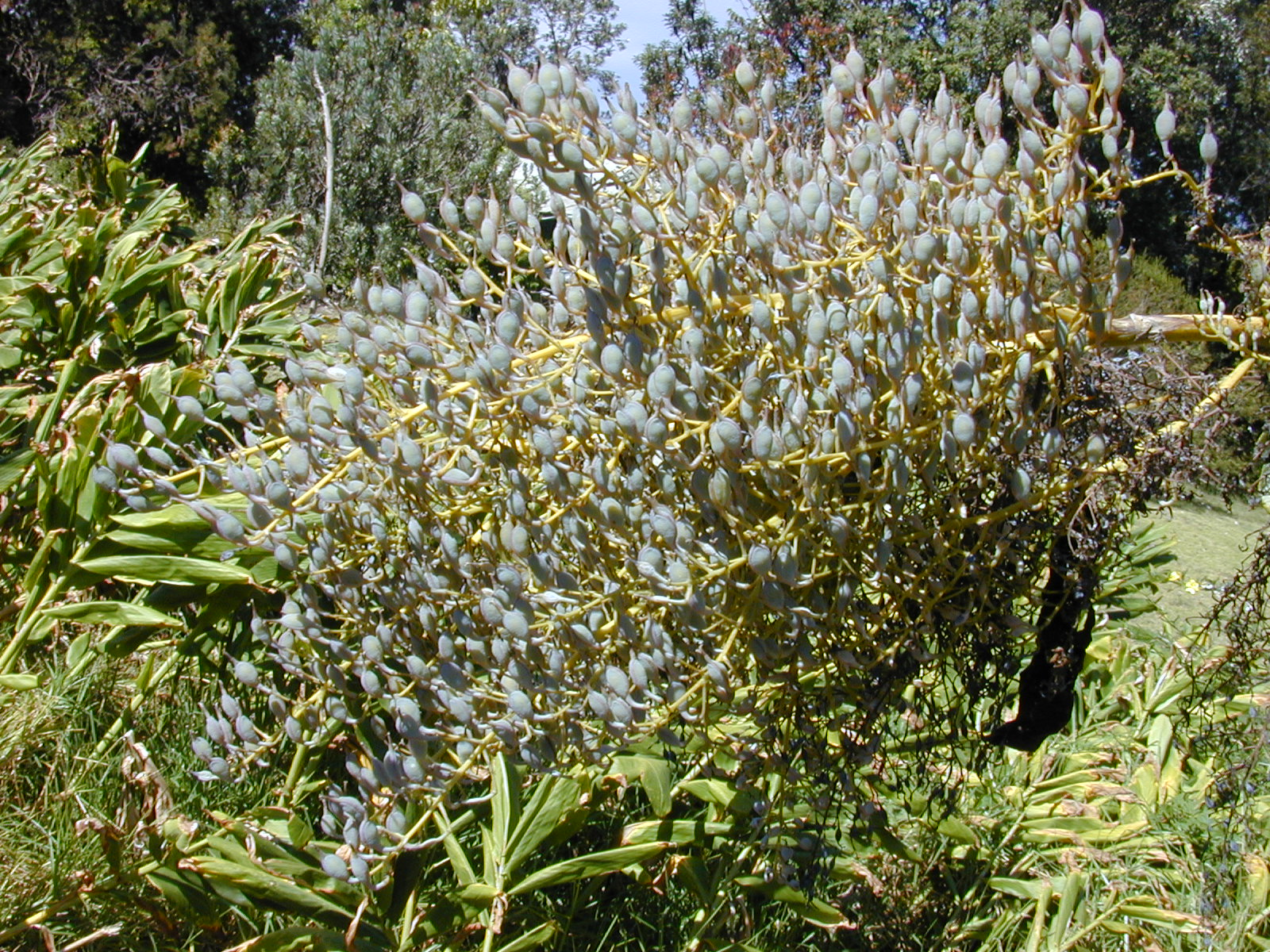
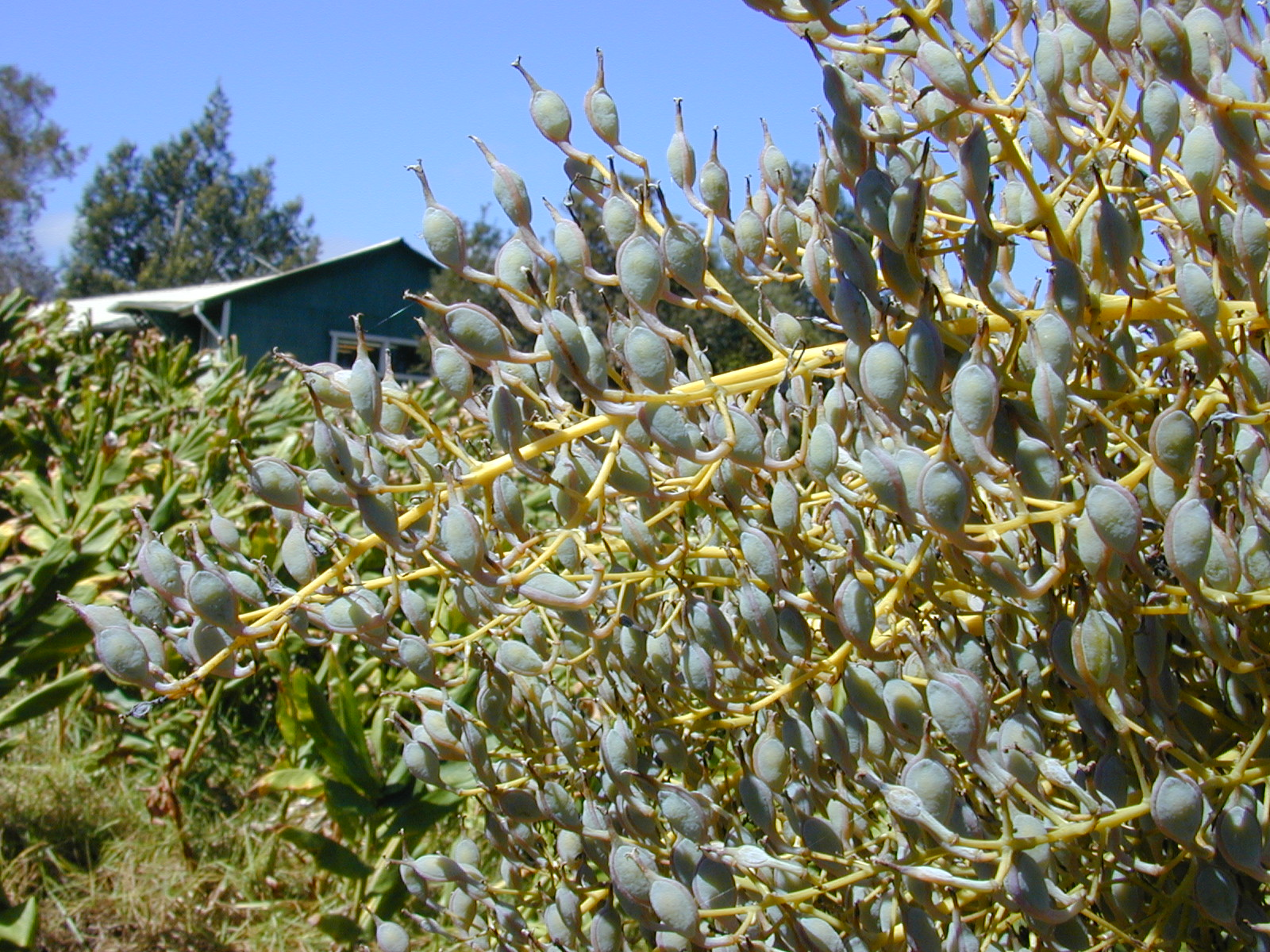